# Luy Gonzaga Nguyễn Hùng Vị
Luy Gonzaga Nguyễn Hùng Vị (* 18. August 1952 in Hanoi) ist ein vietnamesischer Geistlicher und römisch-katholischer Bischof von Kontum.

## Leben
Sein Name kombiniert westliche Namenstradition (Luy Gonzaga als Vorname vor den Familiennamen Nguyễn) mit vietnamesischer (Hùng Vị als persönlicher Name steht hinter dem Familiennamen).
Luy Gonzaga Nguyễn Hùng Vị empfing am 7. April 1990 das Sakrament der Priesterweihe für das Bistum Kontum.
Am 7. Oktober 2015 ernannte ihn Papst Franziskus zum Bischof von Kontum. Der emeritierte Bischof von Kontum, Michel Hoang Ðúc Oanh, spendete ihm am 3. Dezember desselben Jahres die Bischofsweihe; Mitkonsekratoren waren der Bischof von Qui Nhơn, Matthieu Nguyên Van Khôi, und der Bischof von Ban Mê Thuột, Vincent Nguyên Van Ban.